# Nothonautia
Nothonautia is een geslacht van rechtvleugeligen uit de familie Romaleidae. De wetenschappelijke naam van dit geslacht is voor het eerst geldig gepubliceerd in 1983 door Descamps.

## Soorten
Het geslacht Nothonautia omvat de volgende soorten:
- Nothonautia rubricatipes Descamps, 1983
- Nothonautia splendens Descamps, 1978
- Nothonautia valens Descamps, 1983